# Johann-Peter-Hebel-Plakette
Die Johann-Peter-Hebel-Plakette ist eine alljährliche Auszeichnung, die seit 1960 von der Gemeinde Hausen im Wiesental verliehen wird. Mit der dem Andenken von Johann Peter Hebel gewidmeten Plakette werden Menschen aus der Oberrhein-Region geehrt, „die sich besondere Verdienste um die Landschaft erworben haben, sei es durch künstlerisches Schaffen (Schriftsteller, Dichter, Maler) oder auf dem Gebiet der Denkmal- und Heimatpflege“. Vergeben wird der Preis auf Vorschlag der „Hebelkommission“. Bei dieser handelt es sich um einen Ausschuss des Hausener Gemeinderates, dem neben dem Bürgermeister sechs Gemeinderäte angehören. Die Verleihung erfolgt jedes Jahr am Hebelabend, dem Samstag vor dem 10. Mai.

## Preisträger
| - 1960 Ernst Niefenthaler - 1961 Karl Seith - 1962 Ernst Grether - 1963 Adolf Glattacker - 1964 Otto Kleiber - 1965 Hedwig Salm - 1966 Karl Ringwald - 1967 Paula Hollenweger - 1968 Eduard Sieber - 1969 Anton Dichtel - 1970 Hubert Baum - 1971 Maurus Gerner-Beuerle - 1972 Fritz Schülin - 1973 Gerhard Jung - 1974 Gustav Oberholzer - 1975 Julius Kibiger - 1976 Otto Reinacher - 1977 Karl Kurrus - 1978 Alban Spitz - 1979 Eheleute Albrecht-Vischer - 1980 Fritz Fischer - 1981 Werner Mennicke | - 1982 Hermann Hakenjos - 1983 Hans Krattiger - 1984 Anne Franck-Neumann - 1985 Ernst Hug - 1986 Marcel Wunderlin - 1987 Werner Richter - 1988 Johannes Wenk-Madoery - 1989 Jean Dentinger - 1990 Ludwig Vögely - 1991 Beat Trachsler - 1992 Erhard Richter - 1993 Paul Nunnenmacher - 1994 Gustav Oberholzer - 1995 Rudolf Suter-Christ - 1996 Günter Braun - 1997 Emma Guntz - 1998 Karl Fritz - 1999 Thomas Burth - 2000 Gerhard Leser - 2001 Luise Katharina Meier - 2002 Hans Viardot - 2003 Ernst Burren | - 2004 Walter Arzet - 2005 Liesa Trefzer-Blum - 2006 Paula Röttele - 2007 Lieselotte Reber-Liebrich - 2008 Werner Störk - 2009 Martin Keller - 2010 Karl Heinz Vogt - 2011 Liliane Bertolini - 2012 Ursula Hülse - 2013 Markus Manfred Jung - 2014 Klaus Schubring - 2015 Jürgen Kammerer - 2016 Uli Führe - 2017 Beatrice Mall-Grob - 2018 Hansjörg Noe - 2019 Edgar Zeidler - 2020 Thomas Schmidt - 2021 Dominik Wunderlin - 2022 Franz Littmann - 2023 Heidi Zöllner - 2024 Martin Bühler - 2025 Christian und Jeannot Weißenberger („Knaschtbrüeder“) |